# Artéria cólica direita
A artéria cólica direita é ramo da artéria mesentérica superior.É responsável por vascularizar o cólon ascendente do intestino grosso.